# Liste von Söhnen und Töchtern der Stadt Feldkirch
Dies ist eine Liste bekannter Persönlichkeiten, die in der österreichischen Stadt Feldkirch (Vorarlberg) geboren wurden.

## 1401–1800
- Ulrich Ellenbog (1435–1499), Arzt

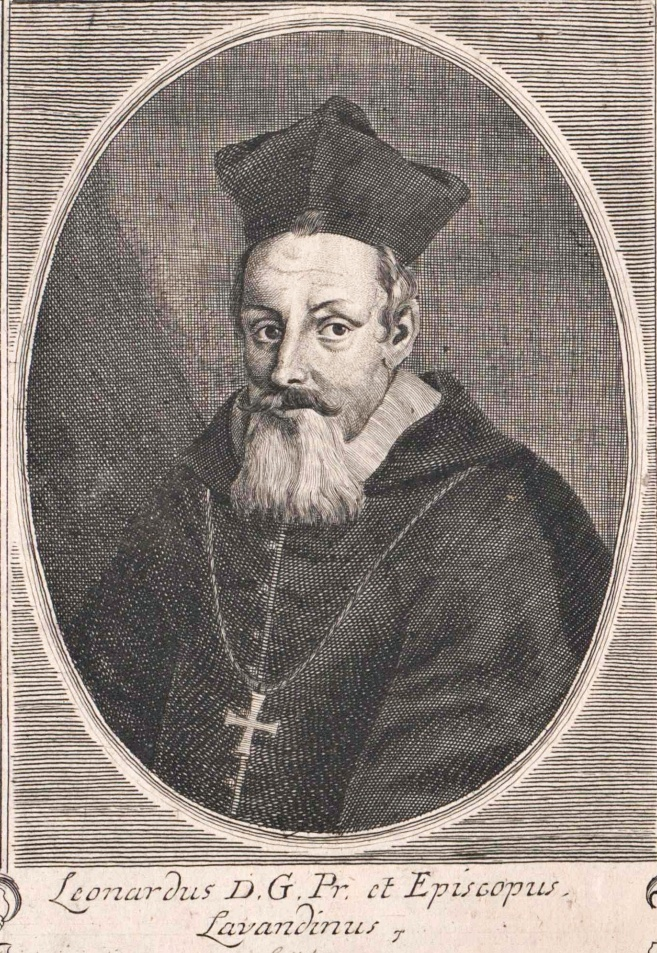
Leonhard von Götz
(um 1561 – 1640)

Karl Benziger
(1799–1873)

- Hieronymus Münzer (1437/47–1508), deutscher Humanist, Arzt und Geograf
- Wolf Huber (≈1485–1553), österreichisch-deutscher Maler, Zeichner und Baumeister der Renaissance
- Johann Dölsch (1486–1523), deutscher evangelischer Theologe
- Bartholomäus Bernhardi (1487–1551), lutherischer Theologe 16. Jahrhundert
- Christoph Metzler (1490–1561), römisch-katholischer Bischof von Konstanz
- Jodok Mörlin (≈1490–1550), Professor für Philosophie und Reformator
- Georg Joachim Rheticus (1514–1574), Mathematiker, Astronom und Mediziner
- David von Furtenbach (um 1525–1561), deutscher Kriegsoberst in spanischen Diensten und Forschungsreisender
- Zacharias von Furtenbach (um 1557–1633), Generalvikar, Domdekan und Probst des Stiftes St. Gertrud in Augsburg
- Leonhard von Götz (≈1561–1640), römisch-katholischer Bischof von Lavant
- Erasmus Kern (1592–nach 1650), Bildhauer
- Alphons Kleinhans (1606–1671), Abt der Reichsabtei Ochsenhausen
- Leonard Pappus von Tratzberg (1607–1677), Historiker
- Franziskus Klesin OSB (1643–1708), Abt der Reichsabtei Ochsenhausen
- Johann Jakob Rischer (1662–1755), deutscher Architekt
- (?) Anton Marxer (1703–1775), römisch-katholischer Wiener Weihbischof
- Johann Nepomuk Meichsner (1737–1814), schwäbischer Maler
- Karl Benziger (1799–1873), Schweizer Verleger und Politiker
- Franz Xaver Bobleter (1800–1869), Maler

## 1801–1900

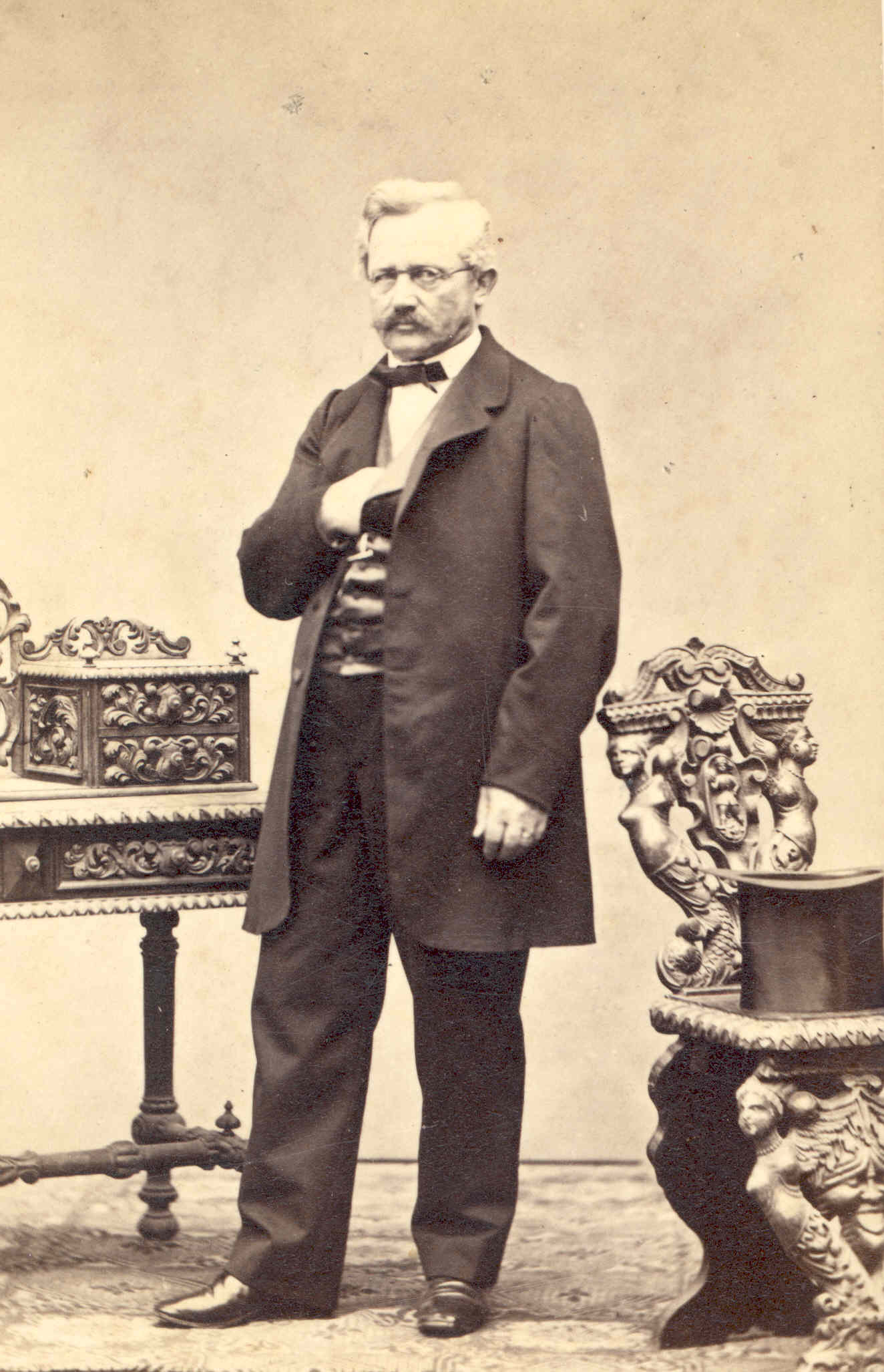
Fidel Markus Wohlwend
(1808–1883)

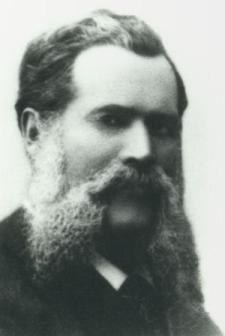
Wunibald Briem
(1841–1912)

- Maximilian Mathis von Treustadt (1808–1886), Notar und Politiker
- Fidel Markus Wohlwend (1808–1883), Gutsbesitzer und Politiker; Bürgermeister von Feldkirch
- Lukas von Zwickle (1803–1856), Politiker und Jurist
- Gebhard Fidel Beck (1825–1905), Mediziner und Politiker
- Rudolf Ganahl (1833–1910), Politiker
- Alois Handl (1837–1915), Physiker
- Ludwig Hörmann von Hörbach (1837–1924), Schriftsteller und Bibliothekar
- Fidel Kröner (1839–1904), Steinmetz und Baumeister
- Wunibald Briem (1841–1912), Komponist und Organist
- Wilhelm Bleyle (1850–1915), Textilunternehmer
- Josef Huber (1858–1932), Maler und Künstler
- Josef Häusle (1860–1939), Priester, Theologe und Naturheilpraktiker
- Karl Ganahl (1860–1927), Fabrikant und Landtagsabgeordneter
- Anton Schmutzer (1864–1936), Musiker, Komponist und Chorleiter
- Hugo Grimm (1866–1944), Maler
- Ernst Hillbrand (1872–1927), Baumeister
- Wilhelm Hammer (1875–1942), Geologe
- Martin Schreiber (1879–1961), Politiker, Landesstatthalter von Vorarlberg
- Karl Bleyle (1880–1969), Musiker und Komponist
- Bertha Czegka (1880–1954), Karikaturistin, Illustratorin und Malerin
- Andre Gassner (1883–1959), Politiker und Fabrikant
- Jakob Bertsch (1890–1957), Politiker
- Ferdinand Andergassen (1892–1964), Komponist und Kirchenmusiker
- Anton Andergassen (1893–1976), Geistlicher Rat und römisch-katholischer Pfarrer
- Andreas Sprenger (1899–1968), Politiker
- Paula Ludwig (1900–1974), Schriftstellerin und Malerin

## 1901–1950

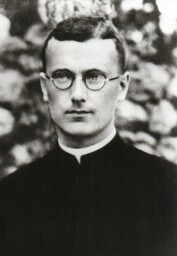
Franz Reinisch
(1903–1942)

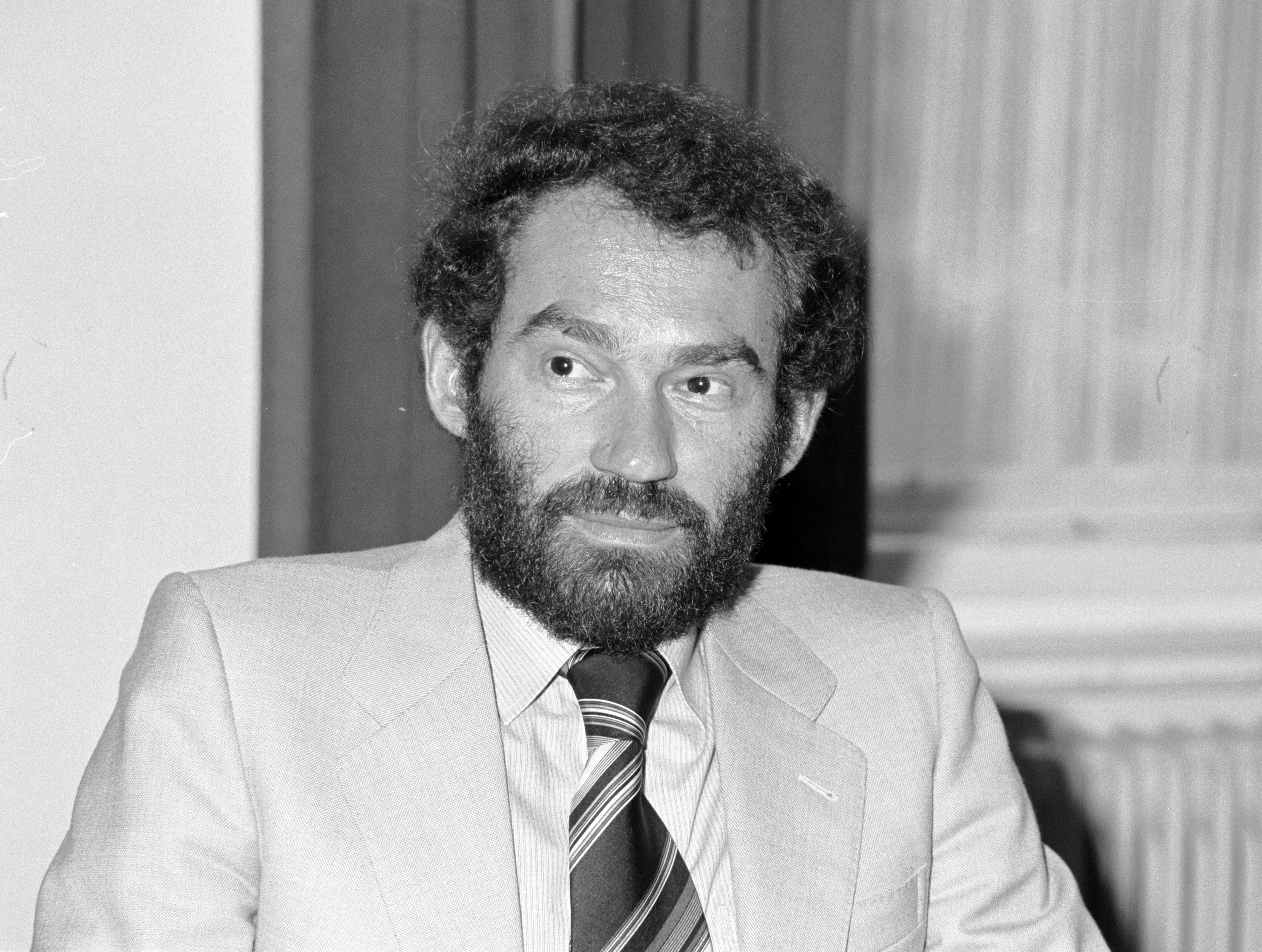
Oswald Oelz
(* 1943)

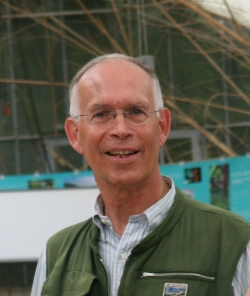
Mario Terzic
(* 1945)

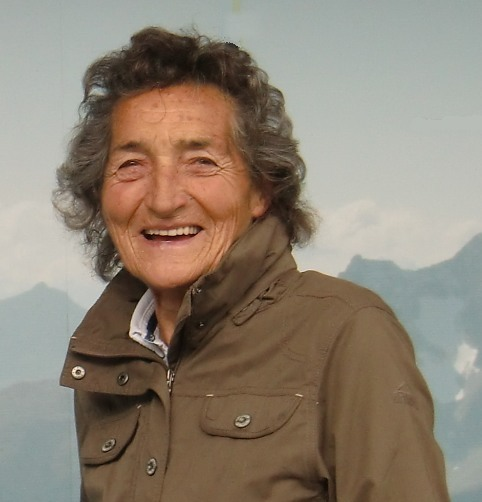
Wiltrud Drexel
(* 1950)

- Hans Ganahl (1901–1968), Politiker
- Josef Vonbun (1902–1984), Facharzt für Psychiatrie und Neurologie sowie NS-Arzt
- Franz Reinisch (1903–1942), Pallottiner, Mitglied der Schönstattbewegung, verweigerte den Fahneneid auf Hitler
- Elfriede Blaickner (1904–2001), Landtagsabgeordnete
- Ernst Schroffenegger (1905–1994), Maler
- Josef Gohm (1906–1983), Politiker (VdU/FPÖ) und Unternehmer
- Eugen Andergassen (1907–1987), Schriftsteller
- Josef Neuner SJ (1908–2009), Jesuit und Theologe
- Hans von Witsch (1909–nach 1978), Botaniker und Hochschullehrer
- Therese Zauser (1910–1942), Varieté- und Ausdruckstänzerin, NS-Opfer
- Carl Heinz Bobleter (1912–1984), Botschafter und Politiker
- Max Riccabona (1915–1997), Schriftsteller und Künstler
- Walter Endres (1917–nach 1999), Wirtschaftswissenschaftler und Hochschullehrer
- Alfred Eß (1921–2005), Landtagsabgeordneter
- Alfred Hartlieb von Wallthor (1921–2011), deutscher Historiker
- Roman Heinz (1923–1997), Politiker (SPÖ)
- Andreas Berchtold (1924–2015), Landtagsabgeordneter und Landtagsvizepräsident
- Werner Melter (1924–2007), Politiker
- Wolf Witzemann (1924–1991), Szenenbildner
- Rudolf Mandl (1926–2010), Jurist und Politiker (ÖVP)
- Walter Walser (1927–1978), Räuber und Mörder
- Robert Walter (1928–2018), Architekt
- Erich Ess (1929–2022), Maler und Zeichner
- Walter Kieber (1931–2014), von 1974 bis 1978 Regierungschef des Fürstentums Liechtenstein
- Gerta Schönbichler (1932–2004), Politikerin
- Herwig Büchele (* 1935), Theologe und Autor
- Elmar Fischer (1936–2022), katholischer Bischof von Feldkirch
- Josef Fröwis (1937–2022), Sportschütze
- Anne Marie Jehle (1937–2000), österreichisch-liechtensteinische Objektkünstlerin, Zeichnerin, Fotografin und Malerin
- Bernhard Leitner (* 1938), Künstler im Bereich Klangkunst
- Helmut Allgäuer (1939–2012), Orgelbauer
- Günther Keckeis (1939–2023), Politiker
- Sigfrid Peter (1939–1997), Politiker (GRÜNE)
- Gerhard Wanner (* 1939), Historiker
- Elmar Kornexl (* 1941), Sportwissenschaftler
- Günter Lampert (* 1941), Politiker, Abgeordneter zum Vorarlberger Landtag
- Oswald Oelz (* 1943), österreichisch-schweizerischer Arzt und Bergsteiger
- Franz Cede (* 1945), Diplomat, Politik- und Rechtswissenschaftler
- Mario Terzic (* 1945), Hochschullehrer und Gartendesigner
- Erich Steinmayr (* 1946), Architekt
- Sepp Dreissinger (* 1946), Fotokünstler
- Georg Sporschill (* 1946), Jesuit und Sozialseelsorger
- Werner Lampert (* 1946), Autor und Biobauer
- Ilse Giesinger (* 1947), Politikerin
- Josef Lins (1947–2024), Soziologe
- Hildtraud Wieser (* 1947), Bürokauffrau und Politikerin
- Haimo L. Handl (1948–2019), Verleger und Schriftsteller
- Wiltrud Drexel (* 1950), Skirennläuferin
- Norbert Grebmer (1929–1983), akademischer Maler

## 1951–1975

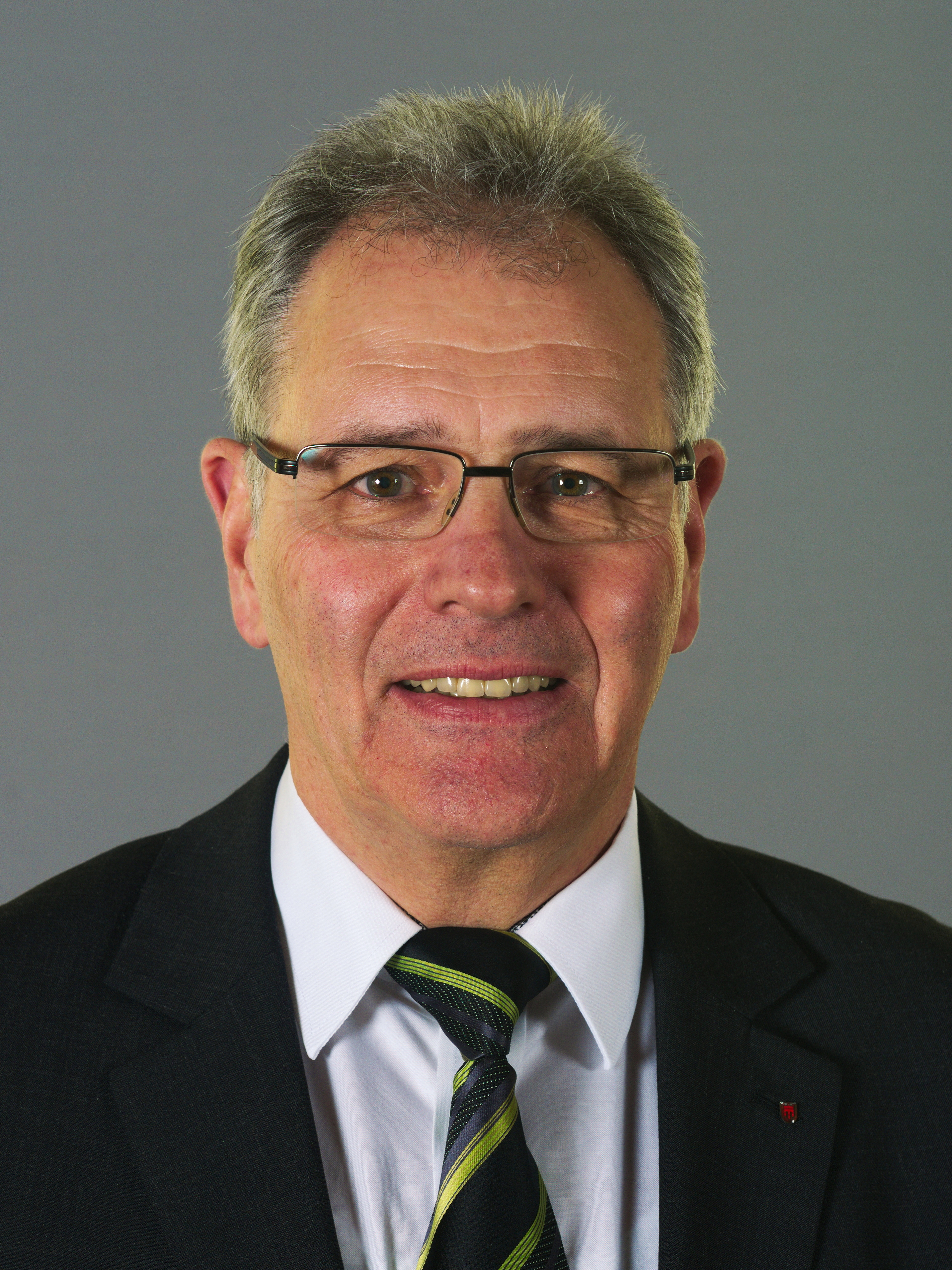
Edgar Mayer
(* 1953)

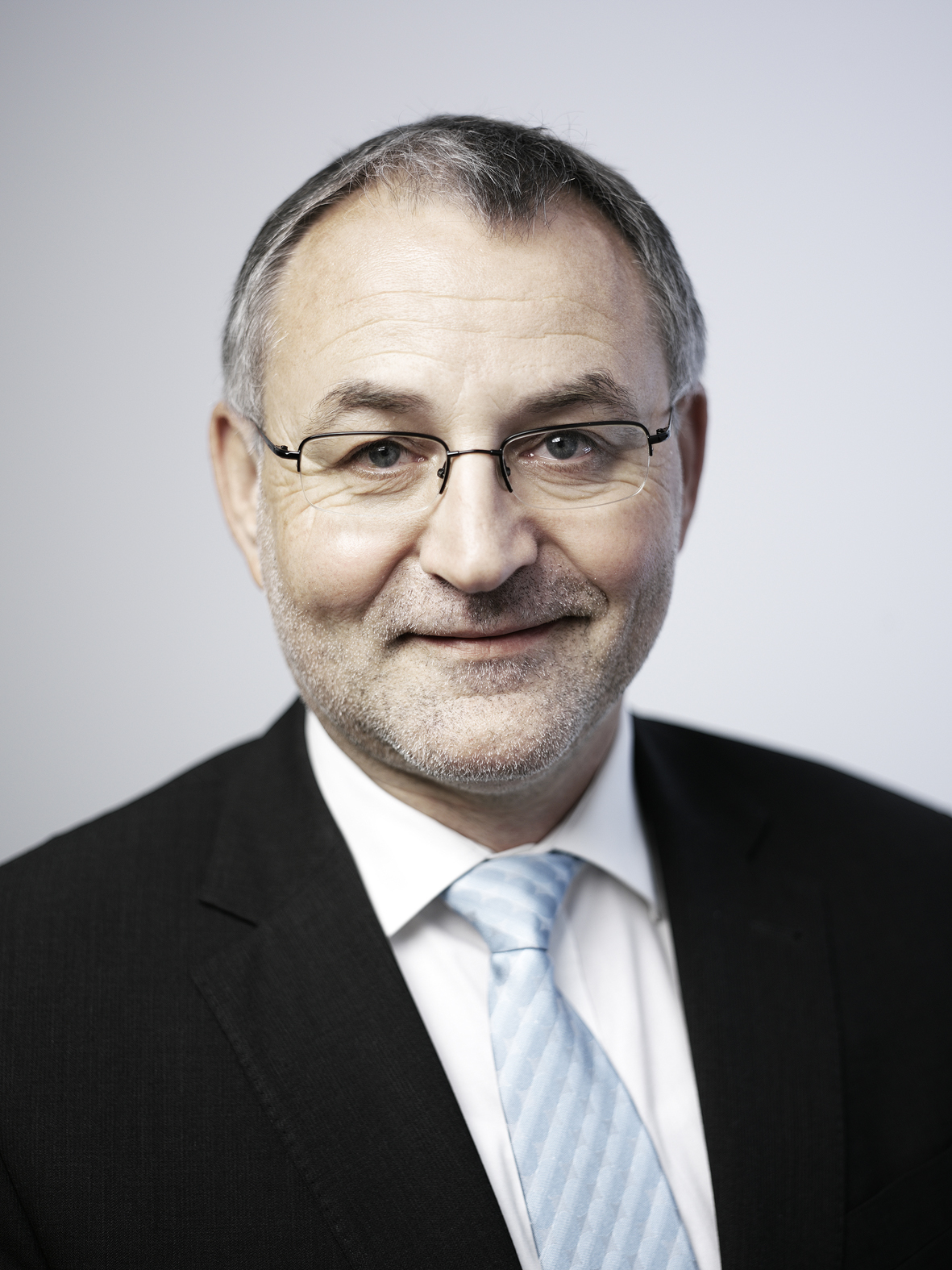
Rainer Gögele
(* 1956)

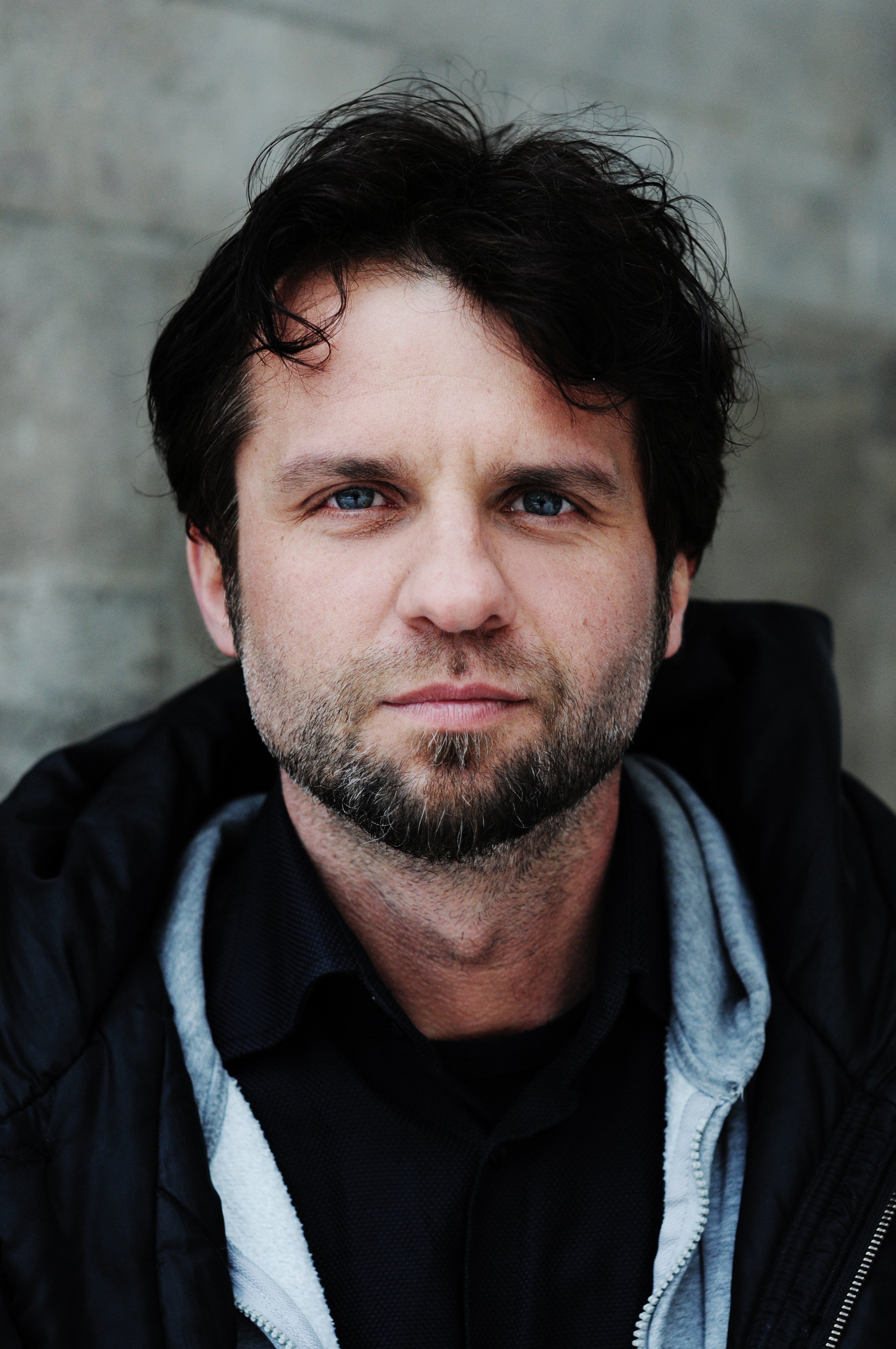
Hans Weingartner
(* 1970)

- Helmut Sonderegger (* 1951), Komponist, Musikpädagoge und Chorleiter
- Gottfried Hemetsberger (* 1952), Pianist und Musikpädagoge
- Christian Mähr (* 1952), Chemiker und Schriftsteller
- Günther Freitag (* 1952), Schriftsteller
- Edgar Mayer (* 1953), Politiker
- Wilfried Berchtold (* 1954), Bürgermeister der Stadt Feldkirch von 1991 bis 2019
- Herbert Bösch (* 1954), Politiker und Mitglied des Europäischen Parlaments
- Roland Summer (* 1955), Keramiker
- Walter Gau (1956–2020), Politiker
- Rainer Gögele (* 1956), Politiker
- Ruth Schnell (* 1956), Künstlerin
- Irene Vogt (* 1956), Politikerin
- Klaus Pruenster (* 1957), Komponist und Gitarrist
- Herbert Kalb (* 1957), Professor
- Karlheinz Gröchenig (* 1959), Mathematiker
- Christian Futscher (* 1960), Schriftsteller
- Harald Gfader (* 1960), Maler und Soundkonzeptkünstler
- Sibylla Zech (* 1960), Raumplanerin und Universitätsprofessorin
- Andreas Breuss (* 1961), Architekt und Hochschullehrer
- Marcus G. Lindner (* 1961), Koch
- Barbara Schöbi-Fink (* 1961), Politikerin (ÖVP)
- Gerold Wiederin (1961–2006), Architekt
- Klaus Bodenmüller (* 1962), Leichtathlet
- Furioso (1962–2013), Zeichner und Installationskünstler
- Ulrich Nachbaur (* 1962), Historiker und Archivar
- Ingrun Fußenegger (* 1963), Chorleiterin und Dirigentin
- Walter Gugele (* 1963), Skirennläufer
- Gerda Poppa (* 1963), Komponistin
- Daniel Allgäuer (* 1964), Politiker und Landwirt
- Daniel Madlener (* 1964), Fußballspieler
- Christof Moser (* 1964), Pianist und Komponist
- Roland Pfeifer (* 1964), Skirennläufer und heutiger Alpinskitrainer
- Kornelia Spiß (* 1965), Politikerin (FPÖ)
- Gerold Tagwerker (* 1965), Künstler
- Juliane Alton (* 1966), Politikerin (Grünen)
- Bernhard A. Koch (* 1966), Rechtswissenschaftler und Universitätsprofessor
- Gerhard Puschnik (* 1966), Eishockeyspieler und -trainer
- Thomas Ludescher (* 1969), Musiker, Dirigent, Komponist und Musikpädagoge
- Peter Pichler (* 1969), Radrennfahrer
- Hans Weingartner (* 1970), Autor, Filmregisseur und Filmproduzent
- Marque (* 1972), Musiker, Sänger, Komponist und Musikproduzent
- Thomas Zimmermann (* 1972), Kunstturner
- Matthias Buxhofer (* 1973), Radrennfahrer
- Peter Erhart (* 1973), österreichisch-schweizerischer Archivar, Historiker und Ausstellungskurator
- Stefan Kreiner (* 1973), Nordischer Kombinierer
- Thomas Schmidinger (* 1974), Politikwissenschafter, Sozial- und Kulturanthropologe
- Petra Bonmassar (* 1975), Komponistin und Sängerin

## 1976–2000

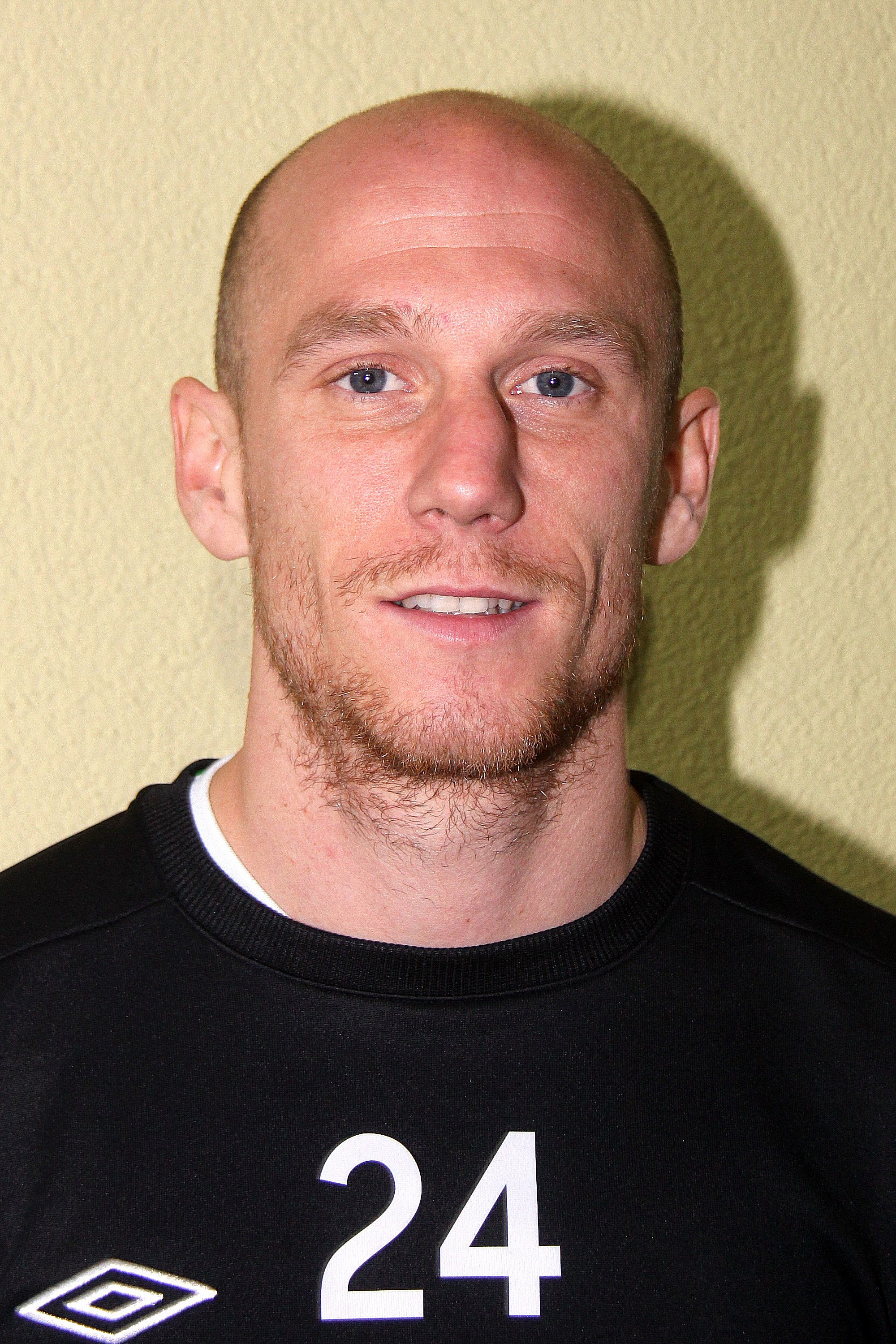
Mario Bolter
(* 1984)

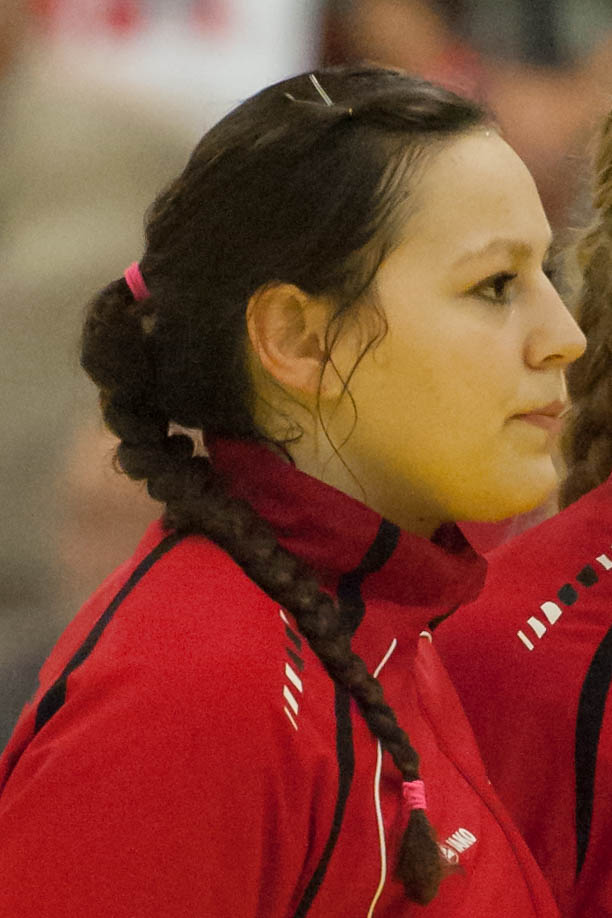
Martina Goricanec
(* 1993)

- Bernhard Heinzle (* 1976), Gewerkschaftsfunktionär
- Daniel Matt (* 1976), Politiker
- Markus Hartmann (* 1977), Molkereimeister und Politiker (ÖVP)
- Gerold Riedmann (* 1977), Journalist und Medienmanager
- Kathrin Nikolussi (* 1978), australische Skirennläuferin
- Sabine Buxhofer (* 1979), Triathletin und Duathletin
- Matthias Mamedof (* 1979), Schauspieler
- Philipp Bonadimann (* 1980), Behindertenskisportler
- Martina Ess (* 1980), Politikerin (ÖVP)
- Matthias Kofler (* 1981), Theaterschauspieler
- Jürgen Natter (* 1981), Organist, Cembalist und Dirigent
- Bernd Bickel (* 1982), Computerwissenschafter
- Antonio Della Rossa (* 1982), Politiker (SPÖ)
- Veronika Marte (* 1982), Sonderschulpädagogin und Politikerin (ÖVP)
- Steve Mayr (* 1983), Politiker (ÖVP)
- Mario Bolter (* 1984), Fußballspieler
- Osman Bozkurt (* 1984), türkisch-österreichischer Fußballspieler
- Wolfgang Kieber (* 1984), liechtensteinischer Fußballspieler
- Piero Minoretti (* 1985), Fußballspieler
- Thomas Spalt (* 1985), Politiker der Freiheitlichen Partei Österreichs (FPÖ)
- Nina Tomaselli (* 1985), Politikerin (GRÜNE)
- Moritz Moser (* 1986), Journalist
- Philipp Oswald (* 1986), Tennisspieler
- Patrick Scherrer (* 1986), Fußballspieler
- Patrick Seeger (* 1986), Fußballspieler
- Heike Eder (* 1988), Ski-Alpin-Behindertensportlerin
- Matthias Koch (* 1988), Fußballspieler
- Manfred Vogt (* 1988), Politiker
- Lorenz Hirn (* 1990), Eishockeytorwart
- Benedikt Zech (* 1990), Fußballspieler
- Marcel Büchel (* 1991), Fußballspieler
- Christoph Domig (* 1992), Fußballspieler
- Bettina Plank (* 1992), Karateka
- Magnus Walch (* 1992), Skirennläufer
- Kerim Frei (* 1993), schweizerisch-türkischer Fußballspieler
- Martina Goricanec (* 1993), Handballspielerin
- Daniel Meier (* 1993), Skirennläufer
- Dejan Stojanović (* 1993), österreichisch-mazedonischer Fußballspieler
- Adriana Mathis (* 1994), Radsportlerin
- Timo Wölbitsch (* 1994), Fußballspieler
- Sebastian Jakob Doppelbauer (* 1995), Schauspieler
- Katharina Liensberger (* 1997), Skirennläuferin
- Dennis Sticha (* 1998), österreichisch-deutscher Fußballspieler
- Eileen Campbell (* 2000), britisch-österreichische Fußballspielerin
- Julian Payr (* 2000), Eishockeyspieler
- Emily Schöpf (* 2000), Skirennläuferin

### Ab 2001
- Magdalena Egger (* 2001), Skirennläuferin
- Marco Rossi (* 2001), Eishockeyspieler
- Noah Bischof (* 2002), Fußballspieler
- Philipp Gassner (* 2003), liechtensteinisch-österreichischer Fußballspieler
- Filip Milojevic (* 2005), Fußballspieler